# Українська асоціація зоопарків та акваріумів
Українська асоціація зоопарків та акваріумів (УАЗА) — організація, що об'єднує зоопарки та акваріуми України. Метою асоціації є просування та лобіювання інтересів українських зоопарків, та представлення їх у світовій спільноті зоопарків та акваріумів.
Організацію заснували чотири українські зоопарки: Київський, Миколаївський, Харківський та Одеський.

## Члени асоціації
- Біосферний заповідник «Асканія-Нова» (смт Асканія-Нова, Херсонська область)
- Тераріум-центр «Біон» (Київ)
- «Джунглі-Парк» (Одеса)
- Зоопарк «Екзоленд» (Київ)
- Київський зоопарк
- Зоопарк «Лімпопо» (Меденичі, Львівська область)
- Луцький зоопарк
- Миколаївський зоопарк
- Одеський зоопарк
- Подільский зоопарк (Вінниця)
- Рівненський зоопарк
- Харківський зоопарк
- Черкаський зоопарк
- Менський зоопарк (Мена, Чернігівська область)